# Delage Type D.8
Delage Type D.8 war eine Pkw-Modellbezeichnung. Der französische Hersteller Delage verwendete sie während eines Zeitraums von rund 10 Jahren für Automobile unterschiedlicher Fahrzeugklassen. Es gibt auch die Schreibweisen Delage Type D8 und kurz Delage D8.

## Die einzelnen Modelle
Gemeinsamkeit war ein Achtzylindermotor.
| Modell                 | amtliche Genehmigung              | Vermarktung von – bis | Hubraum cm³ | Anmerkung                          |
| ---------------------- | --------------------------------- | --------------------- | ----------- | ---------------------------------- |
| Delage Type D.8 (1929) | 23. September 1929                | 1929–1934             | 4061        |                                    |
| Delage Type D.8 RAM    | 02. März 1935                     | –                     | 4061        | Prototyp von 1931 mit Frontantrieb |
| Delage Type D.8.15     | 03. Juli 1933                     | 1934–1935             | 2668        | 15 Cheval fiscal                   |
| Delage Type D.8.85     | 05. September 1934                | 1934–1935             | 3571        | 85 PS                              |
| Delage Type D.8.105    | 17. November 1934                 | 1934–1935             | 3571        | 105 PS                             |
| Delage Type D.8.100    | 24. Juni 1936 19. Oktober 1938    | 1936–1938 1939–1940   | 4303 4744   | zwei Ausführungen                  |
| Delage Type D.8.120    | 07. August 1936 08. November 1937 | 1936–1937 1938–1939   | 4303 4744   | zwei Ausführungen                  |